# Tero Välimäki
Tero Välimäki (ur. 21 marca 1982 roku) – fiński zapaśnik walczący w stylu klasycznym. Olimpijczyk z Rio de Janeiro 2016, gdzie zajął piętnaste miejsce w kategorii 66 kg.
Siedemnasty na mistrzostwach świata w 2010. Ósmy na mistrzostwach Europy w 2014. Osiemnasty na Igrzyskach europejskich w 2015. Brązowy medalista mistrzostw nordyckich w latach 2005 - 2009. Ósmy w Pucharze Świata 2014 roku.